# Internationale Orde van Goede Tempeliers

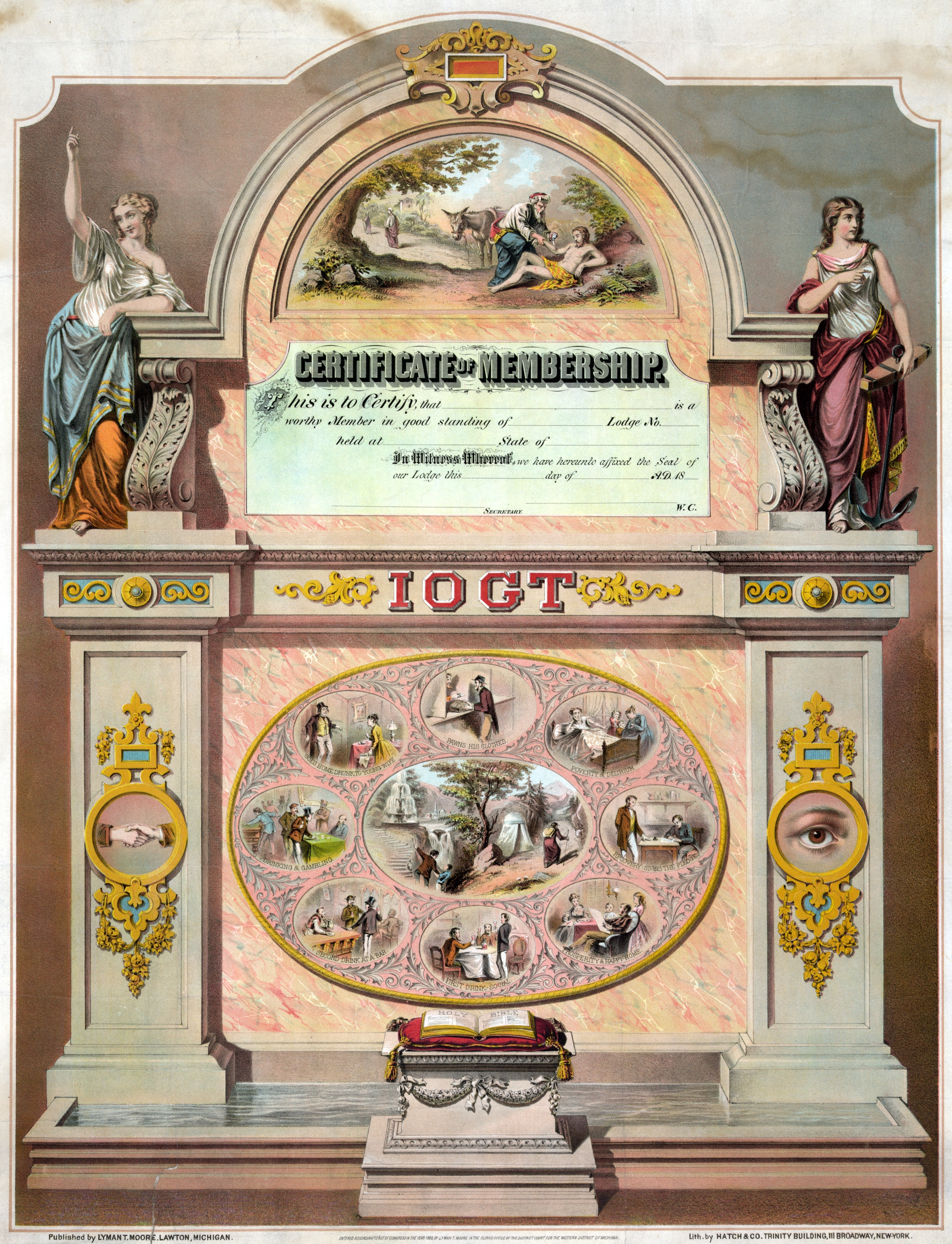
Lidmaatschapscertificaat van de IOGT uit 1868

De Internationale Orde van Goede Tempeliers (Engels: International Order of Good Templars, IOGT) is een in 1851 opgerichte wereldwijde koepel van niet-gouvernementele organisaties voor geheelonthouders. De organisatie droeg aanvankelijk de naam Independent Order of Good Templars en was gemodelleerd naar de vrijmetselarij, met dien verstande dat er ook vrouwen lid van konden worden.
De IOGT, die ontstaan is in de Verenigde Staten van Amerika, kende in zowel België als Nederland een Grootloge. De Nederlandse Grootloge fuseerde in 1962 met de Nederlandse Vereniging tot Afschaffing van Alcoholhoudende Dranken en de Snelverkeers Onthouders Vereniging tot de Algemene Nederlandse Drankbestrijders Organisatie (ANDO). De ANDO is eind 2013 opgeheven.
De International Order of Good Templars opereert tegenwoordig als internationale organisatie onder de naam Movendi International.